# 이씨 (정현조 후처)
정경부인 우계이씨(생몰년 미상)는 조선 전기 사람이다. 전직(典直) 증이참(贈吏參) 이징(李徵)의 딸이다. 세조의 딸 의숙공주와 결혼했으나 아들이 없던 정현조는 이징의 딸을 후취로 맞이하여 9남 1녀를 두었다. 처음에는 의빈은 재취지례무(再娶之例無)라는 원칙에 따라 후처로 인정되지 않았으나 뒤에 중종의 특명으로 후처로 인정되었다.

## 생애
정경부인 우계이씨는 전직(典直) 증이참(贈吏參) 징(徵)의 여로써 세조의 딸 의숙공주와 결혼했으나 아들이 없던 정현조는 이징의 딸을 후취로 맞이했다. 의빈은 재취지례무(再娶之例無)나 상의 특명으로 윤허되었으며 묘는 경기도 광주군 신원이다. 그 후손들은 경기도 의왕시와 김포지방에 世居하고 있으며 2006년도 병술족보에는 1천여명이 등재되었다.

## 같이 보기
- 정현조
- 이징
- 정승수